# Hertfordshire Hurricanes/Tornadoes
Gli Hertfordshire Hurricanes (Tornadoes la femminile) sono la squadra di football americano dell'Università dello Hertfordshire di Hatfield, in Inghilterra. La squadra maschile ha vinto 5 titoli universitari, mentre la femminile è arrivata 2 volte alla finale del campionato femminile per club.

## Dettaglio stagioni

### Tornei nazionali

#### Campionato

##### Sapphire Series Division One
| Stagione | regular season | regular season | regular season | regular season | regular season | regular season | playoff | playoff | playoff | playoff | playoff | playoff      | playoff           |
|          | Vin            | Par            | Per            | Tot            | PF             | PS             | Vin     | Per     | Tot     | PF      | PS      | risultato    | avversaria        |
| -------- | -------------- | -------------- | -------------- | -------------- | -------------- | -------------- | ------- | ------- | ------- | ------- | ------- | ------------ | ----------------- |
| 2017     | 4              | 0              | 2              | 6              | 170            | 118            | 1       | 1       | 2       | 54      | 40      | Terzo posto  | Manchester Titans |
| 2018     | 3              | 0              | 3              | 6              | 102            | 172            | 2       | 0       | 2       | 72      | 33      | Quinto posto | Derby Braves      |
| 2018-19  | 3              | 0              | 5              | 8              | 116            | 197            | -       | -       | -       | -       | -       | -            | -                 |
| Totale   | 10             | 0              | 10             | 20             | 388            | 487            | 3       | 1       | 4       | 126     | 73      |              |                   |

Fonti: Enciclopedia del Football - A cura di Massimo Mezzetti

### Riepilogo fasi finali disputate
| Anno          | Luogo      | Evento                       | Fase del torneo            | Incontro                                    | Risultato |
| 8 aprile 2017 | Leeds      | Sapphire Series Division One | Semifinale di consolazione | Hertfordshire Tornadoes - Manchester Titans | 40 - 20   |
| 17 marzo 2018 | Manchester | Sapphire Series Division One | Finale 5º - 6º posto       | Derby Braves - Hertfordshire Tornadoes      | 33 - 36   |

## Palmarès
- 5 Campionati universitari (dal 1997-1998 al 1999-2000, 2003-2004, 2011-2012)